# 亚历克斯·阿彻
亚历克斯·阿彻（英語：Alex Archer，1908年5月1日—1979年6月15日），英国男子冰球运动员，场上位置是前锋。他曾代表英国国家队参加1936年冬季奥林匹克运动会冰球比赛，获得一枚金牌。